# دیز
دیِز (به فرانسوی: dièse) یا شارپ (به انگلیسی: sharp)

نشان دیز در ابتدای نت موسیقی

از مجموعهِ علائمِ تغییر دهنده است. منظور از علامتهایِ تغییر دهنده علامتهایی هستند که به کمکِ آنها می‌توانیم صدایِ نتها را تغییر دهیم بدونِ آنکه جایگاه و نامِ آن نت رویِ خطهایِ حامل تغییر کند. دیِز علامتی است که اگر یک نت را موردِ تغییر قرار دهد صدایِ آن نت را به اندازهِ ۱۰۰ 'سِنت' بالاتر می‌برد (منظور از بالاتر زیرتر است). در زبانِ عامیانهِ فعالانِ هنرِ موسیقی واژهِ نیم پرده را جایگزینِ عددِ ۱۰۰ سِنت کرده‌اند.
این علامت همچون دیگر علامتهایِ تغییر دهنده یا در ابتدایِ قطعه (میانِ کلید و عددِ میزان نما) قرار می‌گیرد
و یا در زمانِ لازم در طولِ اثرِ موسیقایی به صورتِ موقت سمتِ چپِ نتِ موردِ نظر قرار می‌گیرد.
این علامت نیز با علامتِ 'بکار' تاثیرِ خود را از دست می‌دهد.
چون این علامت همچون دیگر علائمِ تغییر دهنده، نامِ نت را تغییر نمی‌دهد (منظور از نامِ نت جایگاهِ سَرِ نت رویِ خطهایِ حامل است) می‌توان گفت نتِ تغییر یافته نیم پردهِ کروماتیک بالا رفته است؛ یعنی نامِ نت تغییر نکرده است؛ مثلاً نتِ 'دو' به 'دو دیِز' تبدیل شده یا مثالهایی به این شکل.
علامت دیِز در موسیقی «♯» است.
علامت دیز صدای نت را نیم‌پردهٔ کروماتیک زیرتر و علامت بمل صدای نت را نیم‌پردهٔ کروماتیک بَم‌تر می‌کند. در پیانو وقتی علامت دیز قبل از نتی قرار بگیرد، باید نزدیک‌ترین شستی سمت راست (سیاه یا سفید) را بزنیم. در گیتار نیز هر گاه علامت دیز قبل از نتی آمد بایستی دست چپ را یک فرت به جلو بیاوریم

## دوبل دیز
دوبل دیز (×)، از مجموعه علامتهای تغییر دهنده است، که صدای نت را یک پرده کروماتیک زیرتر می‌کند.